# جایرودین جی‌سی‌ای-۲

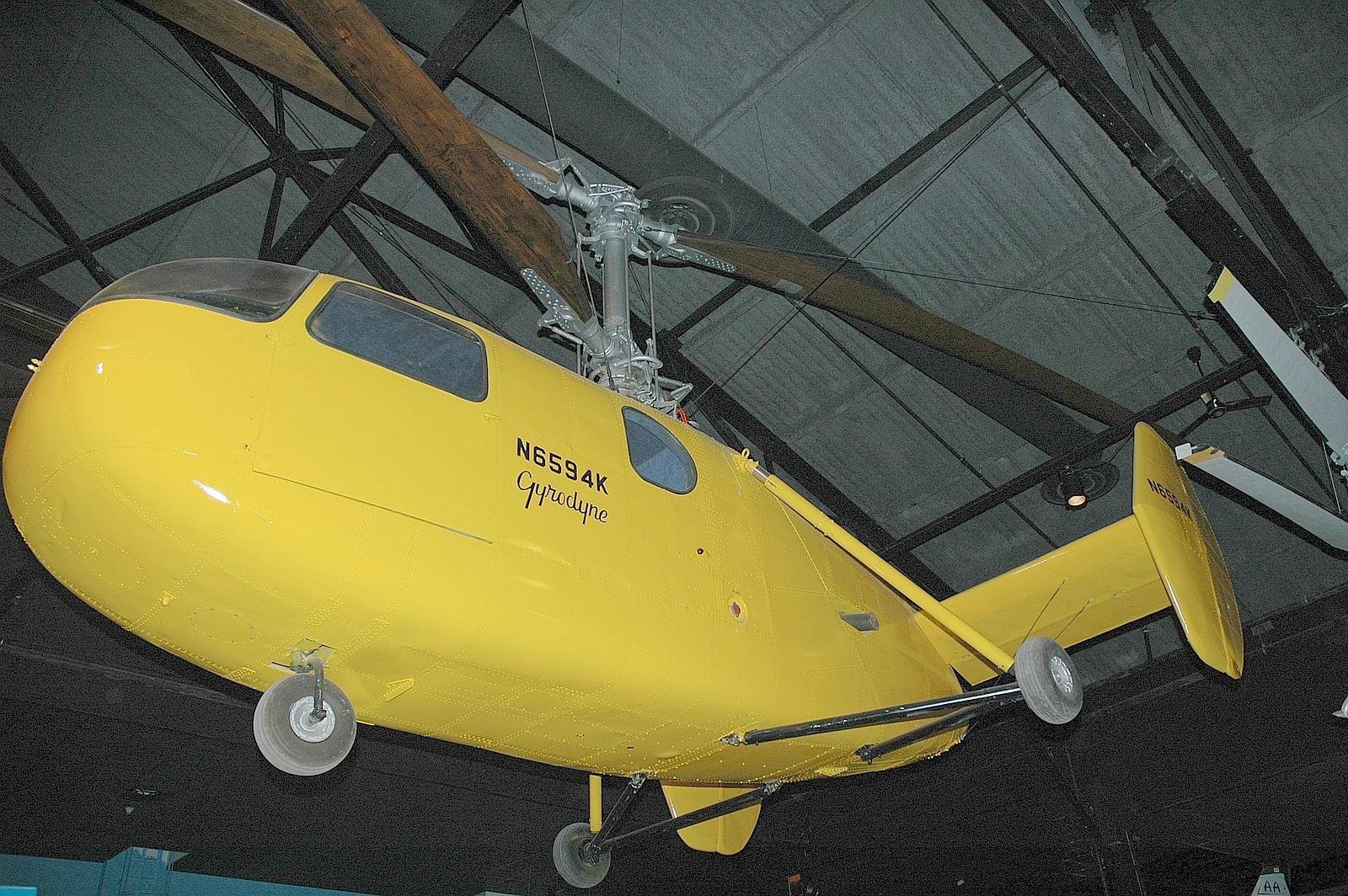
در موزه نیویورک سیتی

جایرودین جی‌سی‌ای-۲ (به انگلیسی: Gyrodyne GCA-2) یک بالگرد چندمنظوره ساخت شرکت جایرودین ایالات متحده آمریکا بود که در دهه ۱۹۴۰ میلادی طراحی شد. این بالگرد دارای روتور کوآکسیال هرکدام دوتیغه، بدنهٔ تمام فلزی، ۵ سرنشین با دو موتور ۱۰۰ اسب بخاری بود.

## مشخصات
داده‌ها از Jane's All the World's Aircraft 1952–53
ویژگی‌های عمومی
- خدمه: ۱
- ظرفیت: 5 passengers
- ارتفاع: ۱۴ فوت ۴ اینچ (۴٫۳۷ متر)
- وزن خالی: ۳٬۶۰۰ پوند (۱٬۶۳۳ کیلوگرم)
- وزن ناخالص: ۵٬۴۰۰ پوند (۲٬۴۴۹ کیلوگرم)
- پیشرانه: ۱ عدد  Pratt & Whitney R-985-B4 Wasp Junior
- قطر روتور اصلی: ۲ عدد ۴۸ فوت (۱۵ متر)
- مساحت روتور اصلی: ۳٬۶۱۹ فوت مربع (۳۳۶٫۲ متر مربع)

عملکرد
- حداکثر سرعت: ۱۱۰ مایل بر ساعت (۱۸۰ کیلومتر بر ساعت، ۹۶ گره)
- سرعت کروز: ۸۹ مایل بر ساعت (۱۴۳ کیلومتر بر ساعت، ۷۷ گره)
- بُرد رزمی: ۲۷۰ مایل (۴۳۰ کیلومتر، ۲۳۰ مایل دریایی)
- حداکثر ارتفاع: ۷٬۰۰۰ فوت (۲٬۱۰۰ متر) (vertical flight)
- نرخ صعود: ۱٬۴۶۰ فوت بر دقیقه (۷٫۴ متر بر ثانیه)